# Odpuštění

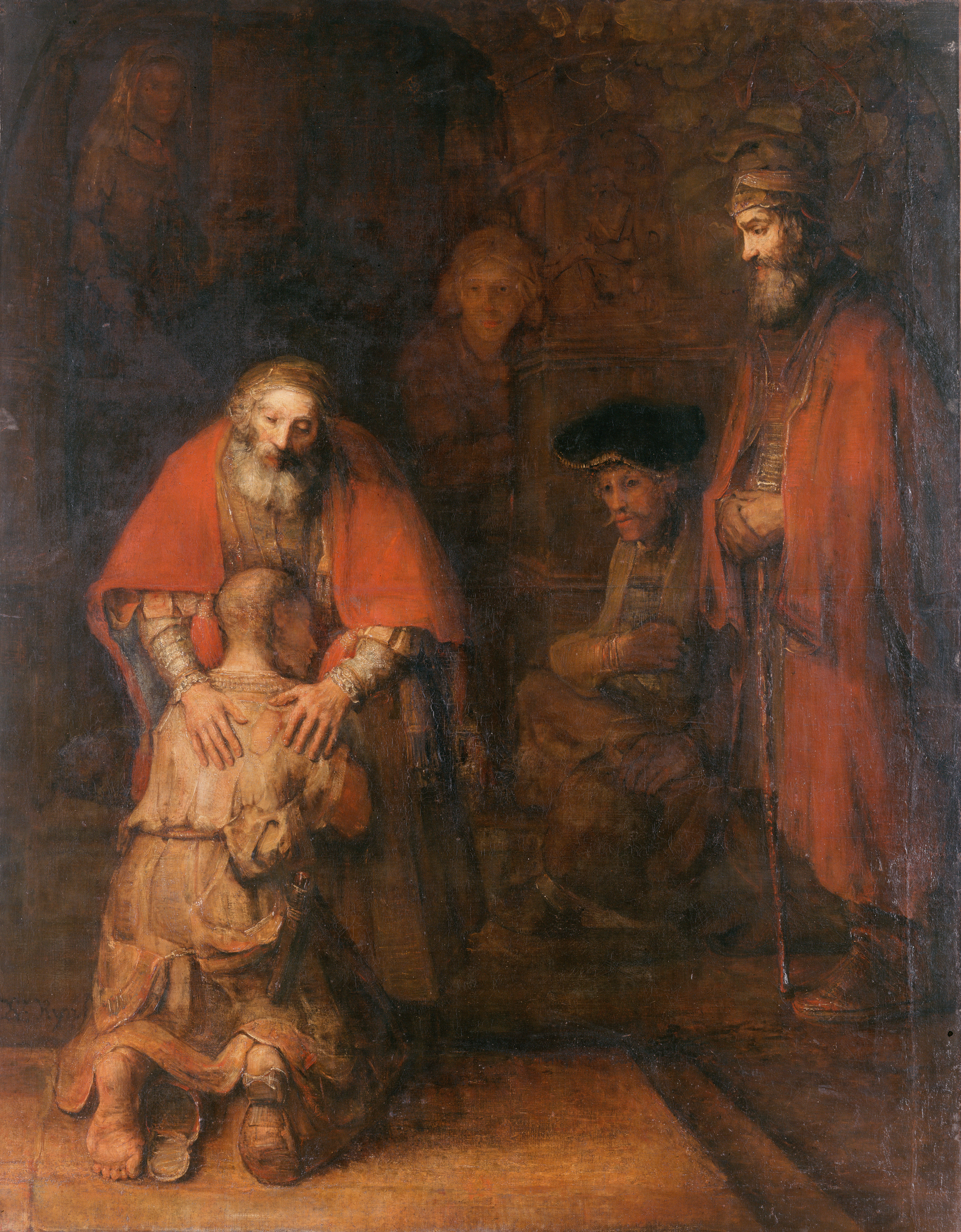
Rembrandt: Návrat ztraceného syna 1662; Petrohrad, Ermitáž

Odpuštění znamená vědomé, dobrovolné a jednostranné zrušení závazku či povinnosti. Ten, kdo odpouští, zbavuje toho, kdo je mu dlužen nebo kdo mu ublížil, závazků, které tím vznikly. V terminologii soukromého práva tedy oprávněná osoba zbavuje povinnou osobu její povinnosti. U drobných přehmatů a dluhů se mluví spíše o prominutí, hranice ovšem není ostrá. Odpuštění se může také vztahovat na sebe sama ve smyslu „opuštění“ předešlého přesvědčení, které bylo později poznáno za chybné.

## Pojem a slovo
Povahu odpuštění osvětlují z různých stránek slova. České od-pustit – podobně jako pro-pustit – je odvozeno od slovesa pustit, pouštět a navozuje tedy představu pouta nebo vazby, již oprávněná osoba „pouští z ruky“ a uvolňuje tak osobu povinnou. Řecké af-iémi i latinské re-mittere říká doslova od-pustit, zbavit se něčeho. Podobnou souvislost vyjadřuje latinské ab-solvere a řecké apo-lyó: rozvázat nebo odvázat. Slabší význam vyjadřuje latinské indulgere, povolit, vyhovět. Německé ver-geben souvisí s geben, dávat, a vyjadřuje tedy, že se oprávněná osoba vzdává svého oprávnění. Podobně anglické to for-give a francouzské par-donner, jež se také odvozují od významu dávat.

## Odpuštění dluhu
Odpuštění dluhu je vnější akt podobný daru, takže na něm lze sledovat jeho předpoklady, okolnosti, případně podmínky lépe než na ryze vnitřním odpuštění viny, kde je situace méně zřetelná.
Odpuštění dluhu je možné jen tam,
1. kde se uznávají trvalé závazky, a tedy předpokládá paměť a odpovědnost;
2. kde takový dluh skutečně vznikl a obě strany to uznávají;
3. kde věřitel (oprávněná osoba) tímto oprávněním plně disponuje.

Naopak není možné, pokud by se závazky z minulosti automaticky rušily, pokud by závazek vznikl nevědomky a tedy za něj nikdo nenesl odpovědnost. Neexistující dluh nelze ovšem odpustit a pokud by dlužník dluh popíral, těžko hovořit o odpuštění. Konečně může dluh odpustit pouze věřitel sám nebo jeho dědicové, a to právě v tom rozsahu, v jakém jsou věřiteli. Je-li věřitelů víc, museli by se dohodnout, anebo může každý odpustit jen svůj podíl na dluhu.

### Oddlužení
Dlouhodobé a fakticky nesplatitelné dluhy mohou silně komplikovat občanský i hospodářský život. Při špatné úrodě si zemědělci museli osivo na příští rok vypůjčit, takže si budoucí situaci ztížili a velmi často se jejich dluhy hromadily. Ve starých kulturách bylo proto časté, že například panovník při nástupu na trůn tyto dluhy zrušil. Tento akt, běžný ještě ve středověku, patrně nesplňuje třetí z výše uvedených podmínek, a neměl by se tedy přesně nazývat odpuštění, nýbrž spíše oddlužení nebo amnestie (z řeckého a-mnéstia, zapomenutí).

## Odpuštění viny
Podmínky a okolnosti odpuštění viny jsou patrně formálně podobné jako u dluhu, komplikují se však mnohoznačností pojmu vina. Karl Jaspers rozlišil čtyři roviny viny:
1. vinu kriminální, kterou trestají soudy,
2. vinu politickou, kterou nesou pasivní účastníci zločinných režimů,
3. vinu morální, individuální, s níž se člověk musí vypořádat ve svědomí, a
4. vinu metafysickou, totiž vinu před Bohem.[2]

Kriminální i morální vinu může poškozený odpustit pachateli, pokud ji pachatel uzná. Proto se jako podmínka odpuštění obvykle uvádí přiznání, případně i lítost a odhodlání již neškodit. U vážnějších provinění se obvykle očekává i snaha odčinit napravitelné důsledky provinění (satisfakce) a v tradičních společnostech se odpuštění potvrzuje veřejným obřadem, v křesťanských církvích společnou nebo soukromou svátostí smíření.
Odpuštění je jediný způsob, který může důsledky provinění definitivně a beze zbytku odstranit ve smíření, obnovení vnitřního míru mezi pachatelem a obětí, proto je odpuštění pro život ve společnosti tak důležité. V moderních společnostech, kde se nepopravuje, je totiž zřejmé, že oba musí dál žít vedle sebe.
Na druhou stranu nemůže odpuštění nikdy být automatické a ani příliš snadné, protože by to znamenalo bagatelizování viny. Odpustit tedy neznamená zapomenout, neboť zapomenuté se může kdykoli připomenout a oživit, nýbrž zrušit osten nároku a výčitky, který ve vzpomínce byl. Charles Griswold pokládá odpuštění za způsob, jímž se obnovují vztahy, a děje se podle něho obvykle tím, že si pachatel a poškozený vymění svá vyprávění i stanoviska v dialogu. Pokud se to nestalo a na minulé křivdy se jen zapomnělo, může je nová situace nebo i propaganda znovu aktualizovat, jak se stalo například po rozpadu Jugoslávie mezi Srby a Chorvaty s tragickými důsledky.

### Amnestie
Podobně jako u odpuštění dluhu je i odpuštění viny, smíření mezi lidmi, společensky velice žádoucí. Trvající zášť otravuje společenské prostředí i lidské vztahy a hrozí, že vypukne pomsta. Proto i pokud se nedá dosáhnout skutečného odpuštění, znají i moderní státy institut amnestie, kterým se promíjejí tresty odsouzeným, a institut promlčení, který omezuje možnost podání žaloby na jistou dobu po spáchání činu. V obou případech je ovšem nepromíjejí poškození, nýbrž stát, takže nejde o odpuštění, nýbrž spíše zahlazení trestu.

## Odpuštění v náboženstvích
Odpuštění je sice žádoucí a nezbytné, zřetelně však přesahuje představu spravedlnosti a vybočuje tak z oblasti práva do oblasti mravní a náboženské. Monoteistická individualizovaná náboženství, která počítají s osobní odpovědností a vinou, vesměs odpuštění podporují a vysoce cení. V buddhismu převládá názor, že člověk, který neodpouští, se sám poškozuje a soustřeďuje na výčitky případně myšlenky na pomstu. Na tuto myšlenku navázal Friedrich Nietzsche, který o odpuštění výslovně nemluví, zato pokládá „duch pomsty“ za to nejhorší, čím člověk i společnosti trpí.
V hebrejské Bibli se odpuštění představuje na strašném zločinu krále Davida, který svedl ženu svého bojovníka a když se jeho čin nedá utajit, nechá ho úkladně zabít. Přesto – s pomocí proroka Nátana – dosáhne odpuštění, k němuž ovšem patří i to, že jeho zločiny jsou veřejně známé.
Velký důraz klade na obrácení, lítost a odpuštění křesťanství. Ježíš v evangeliu o odpuštění mnohokrát mluví a chápe je jako nutnou podmínku, aby člověk před Bohem obstál. Dluhy a závazky mezi lidmi jsou totiž zanedbatelné proti dluhu, jejž má každý člověk vůči Bohu. To je smysl podobenství o odpuštěném dluhu (Mt 18,23-35). Tento základní dluh nemůže nikdy splatit, může jej však uznat a získat Boží odpuštění (milost), pokud sám odpouští svým dlužníkům. Tato okolnost je tak důležitá, že se výslovně připomíná v základní křesťanské modlitbě Otče náš. Ježíš několikrát dokonce říká, že člověk, který se provinil, nahlédne a lituje své viny je na tom v Božích očích lépe než člověk, který nic špatného nespáchal. Tento velmi paradoxní stav věcí vysvětluje slavné podobenství o marnotratném synu. (Lk 15,11-32).
| „         | Odpusť nám naše viny, jako i my odpouštíme našim viníkům. Alternativně též: Odpusť nám naše dluhy, jako i my odpouštíme našim dlužníkům. | “ |
| — Mt 6,12 | |   |

| „         | Jestliže však neodpustíte lidem, ani váš Otec vám neodpustí vaše přestoupení. | “ |
| — Mt 6,15 |                                                                               |   |

| „         | Pravím vám, že právě tak bude v nebi větší radost nad jedním hříšníkem, který činí pokání, než nad devadesáti devíti spravedlivými, kteří pokání nepotřebují. | “ |
| — Lk 15,7 | |   |